# 克蘭茨勒咖啡廳

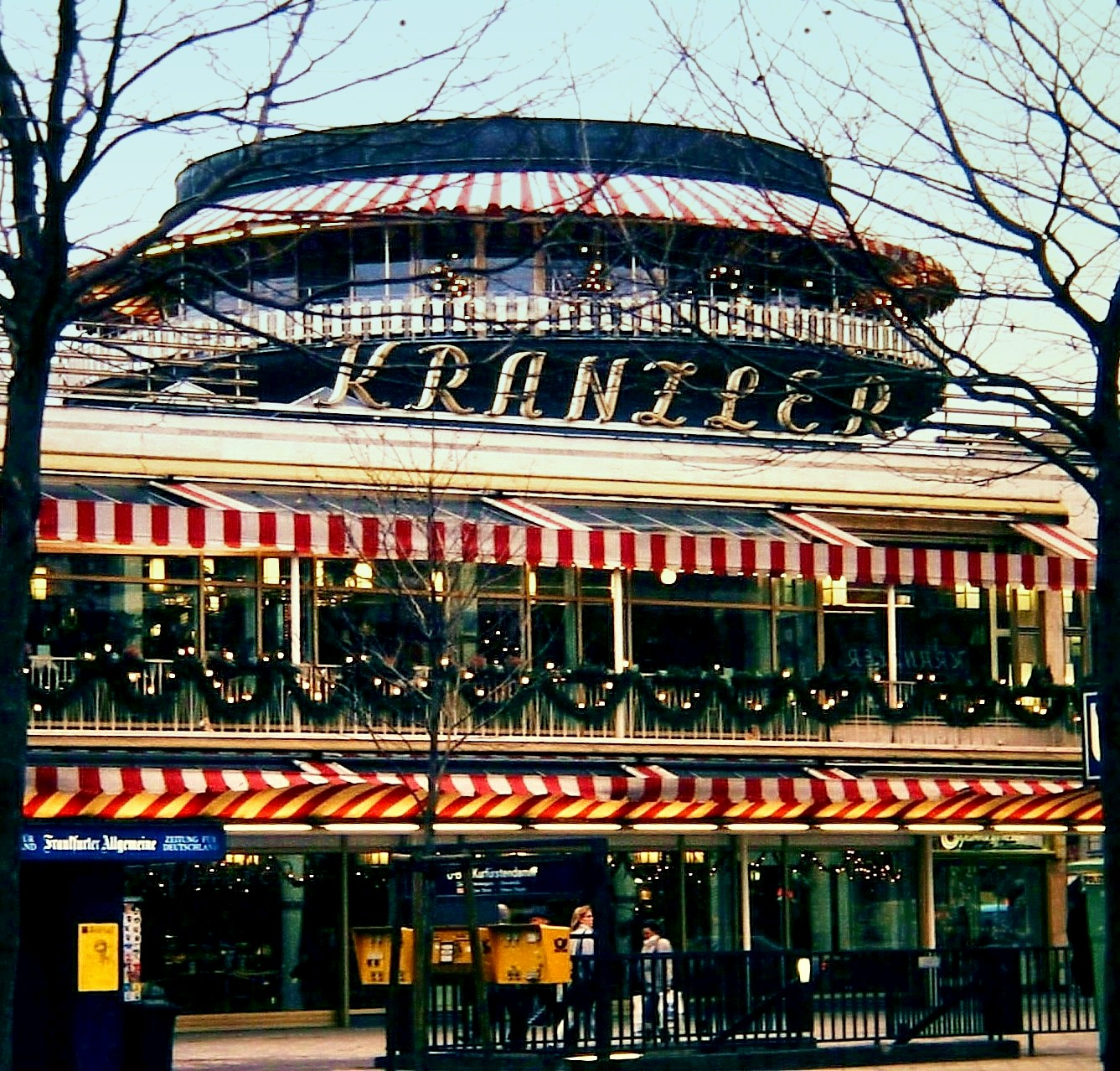
1988年的克蘭茨勒咖啡廳

克蘭茨勒咖啡廳（Café Kranzler）是德國首都柏林的一個著名咖啡廳。這座咖啡廳開業於1834年，位於菩提樹下大街。在第二次世界大戰之後，該咖啡廳成為西柏林的標誌。

## 外部連結
- Café Kranzler – The Barn Coffee Roasters （页面存档备份，存于）
- Neues Kranzler Eck （页面存档备份，存于）
- Kranzler memories from 1969-71 （页面存档备份，存于）

52°30′14″N 13°19′52″E / 52.504°N 13.331°E